# Atetoza
Atetoza je neurološki simptom, oblik hiperkineze, kojeg karakteriziraju spore crvolike kretnje najčešće ruku, stopala, lica ili jezika. Atetotske kretnje su nevoljne i neritmičke, ne moraju biti stalne (ponavljanje u serijama) i gube se u snu. Kretnje se obično pojačavaju pri voljnim pokretima ili emocionalnoj napetosti.     
Atetoza može biti prirođena ili nastati nakon oštećenja pojedinih dijelova mozga: striatuma (nukleus kaudatus i putamen) ili moždane kore.